# قرصعنة بيثينية
القِرصَعنة البيثينية (باللاتينية: Eryngium bithynicum) نوع نباتي عشبي يتبع جنس القِرصَعنة من الفصيلة الخيمية.

## الموئل والانتشار
موطنه الأصلي بلاد الشام وتركيا.